# De film van Rutger, Thomas & Paco
De film van Rutger, Thomas & Paco is een Nederlandse familiefilm uit 2025 geregisseerd door Hans Somers en met youtubers Rutger Vink en Thomas van Grinsven in de hoofdrol. De film ging op 29 juni 2025 in première.

## Verhaal
De film volgt de mannen Rutger, Thomas en hun hond Paco die een goed leven leiden, totdat hun hond plotseling ontvoerd wordt. De twee moeten vervolgens alles op alles zetten om hun geliefde hond te redden, maar ook om hun eigen naam te zuiveren als zij worden beschuldigd van hondendiefstal.

## Rolverdeling
Rutger Vink en Thomas van Grinsven spelen overdreven versies van zichzelf. 
| acteur              | personage             |
| ------------------- | --------------------- |
| Rutger Vink         | Rutger                |
| Thomas van Grinsven | Thomas                |
| Paco                | Paco                  |
| Eva Van der Gucht   | Tiffy Woefels         |
| Djin Kastje         | Elsje                 |
| Tobias Nierop       | Felix                 |
| Freek Bartels       | Damian                |
| Diron Sterk         | Max                   |
| Zafanya Kersten     | Milou                 |
| Edwin Jonker        | William               |
| Pieternel Bollmann  | asielmedewerkster     |
| Michael de Roos     | commercieel directeur |
| Carlijn van Vliet   | receptionist          |
| André Hazes jr.     | zichzelf              |

## Achtergrond
De film wordt geregisseerd door Hans Somers en geproduceerd door Willem Zijlstra en Frank Jan Horst namens productiebedrijf Blooming Media. Het scenario van de film werd geschreven door Maarten van den Broek. De opnames van de film gingen in oktober 2024 van start, er werd onder meer gefilmd in een oud politiebureau in Heiloo en in attractiepark Duinrell en het daarbij horende Tikibad. Hoofdrollen in de film zijn weggelegd voor onder anderen Rutger Vink, Thomas van Grinsven, Eva Van der Gucht, Freek Bartels en Edwin Jonker. Daarnaast vertolkt de hond van Vink en Van Grinsven ook een van de hoofdrollen.

## Release en ontvangst
Op 23 april 2025 werden de eerste bewegende beelden van de film naar buiten gebracht in de vorm van een trailer. De film ging op 29 juni 2025 in Amsterdam in première voor pers en genodigden. Tijdens de première werd bekend gemaakt dat er al gewerkt wordt aan een vervolgfilm. De film van Rutger, Thomas & Paco werd op 2 juli 2025 door distributeur Splendid Film in de Nederlandse bioscopen uitgebracht. Een kleine drie weken later, op 21 juli 2025, werd de film bekroond met een Gouden Film voor het behalen van 100.000 bioscoopbezoekers.